# Ernesto Albarracín
Ernesto Oscar Albarracín (Buenos Aires, 25 settembre 1907 – ...) è stato un calciatore argentino, di ruolo centrocampista.